# Molino de la Feria
El Molino de la Feria es uno de los monumentos más representativos de la ciudad española de Albacete. Situado en el paseo de la Feria del castizo barrio Feria, fue creado en homenaje al agua y es uno de los lugares de encuentro más famosos de la capital, especialmente durante la Feria de Albacete.

## Historia
El Molino de la Feria fue inaugurado en 1979 como homenaje al agua por obra de un grupo de vecinos y del Ayuntamiento de Albacete en la época en la que se realizó el trasvase Tajo-Segura.

## Características
Aunque se conoce como Molino de la Feria, realmente son dos molinos, unidos por una noria. La fuerza del agua de su fuente hace que gire la noria. Tiene tres banderas en su parte superior: la de la ciudad de Albacete, la de Castilla-La Mancha y la de España. El Molino de la Feria es la puerta de entrada al paseo de la Feria.

## Mensajes
El Molino de la Feria está coronado por una gran placa que dice así:

"En un día se puede destruir mucho, en ocho días, con el empeño de un grupo de vecinos, se realizó esta fuente. Hagamos cosas en bien de la ciudad".

Además, a lo largo de su fachada se sitúan otras inscripciones, más pequeñas, relativas al uso del agua de tanto interés en la época en la que fue construido:

"Con esta fuente, nadie se ha beneficiado, en concreto, es de todos y para todos". "Aquí no han intervenido técnicos, la crítica se admite, nos enseña". "No desperdiciamos el agua, hemos aprovechado la que se estaba tirando". "Cuidemos los mayores de los pequeños. Es un deber. La habilidad se demuestra andando, pero por la acera, no por el banco". "Por favor, cuidemos de esta fuente. No tenemos seguro a todo riesgo y es de todos". "Con el agua perdida, esta noria es movida". "Los caprichos se pagan... pero con ilusión y colaboración son menos costosos".